# رد پایی در بزرگراه
رد پایی در بزرگراه عنوان تله فیلمی به کارگردانی حسین تبریزی است. این فیلم از تولیدات سال ۸۷ گروه فیلم و سریال شبکه یک سیماست.
اطلاعات فیلم::
گروه بازیگران:: سام درخشانی، مریم کاویانی ، ...
سال تولید:: ۱۳۸۷
کارگردان :: حسین تبریزی
تهیه‌کننده:: علی اصغر صدیقی
مدیر تصویربرداری:: سیدحسین موسوی
مدیر تولید:: مهدی میرحسینی
صدابردار:: وحید سلطانی
طراح گریم:: اشکان عسکری
تدوین:: رضا مطهری
طراح صحنه و لباس:: سپیده شریفی
خلاصه: راننده جوانی با سرعت سرسام‌آور در بزرگراه، با زنی آبستن تصادف کرده و باعث مرگ او می‌شود. همسر مقتول دور از چشم قانون، در پی پیدا کردن راننده فراری است. در مسیر تحقیقات پلیسی، مشخص می‌شود که علت اصلی تصادف، بی مبادلاتی راننده و مکالمه او با تلفن همراه بوده‌است، اما این تازه شروع ماجرا است.